# 嶽山城の戦い
嶽山城の戦い（だけやまじょうのたたかい）は、寛正元年（1460年）12月19日から寛正4年（1463年）4月15日にかけて河内国嶽山城（現在の大阪府富田林市）で行われた戦闘で、室町幕府から反逆者として追われた畠山義就が嶽山城に籠城して2年以上幕府の追討軍と戦った。

## 経過
畠山氏は享徳3年（1454年）に河内・紀伊・越中守護畠山持国の後継者を巡りお家騒動が勃発し息子義就と甥の畠山弥三郎（政久）が争い、弥三郎を擁立した家臣団は管領細川勝元と元侍所頭人山名宗全の支援で持国を隠居へ追い込み義就を伊賀へ追い落とした。しかし、8代将軍足利義政は勝元・宗全に対抗するため義就の抱き込みを画策、12月に宗全を隠居させて勝元を牽制、義就を上洛させて弥三郎一派を没落させた。こうして畠山氏を与党に組み込んだ義政は親政に乗り出していった。
ところが、義就と義政の関係は次第に悪化していった。義就は弥三郎追討のかたわら大和に出兵していたが、義政に無断で大和国人の争いに介入していたことが問題視されていたのである。加えて、長禄2年（1458年）に宗全が隠居から復帰して勝元ら弥三郎派が有利になったことも義就の不利に繋がり、翌長禄3年（1459年）に弥三郎と大和国人で弥三郎派の成身院光宣・筒井順永兄弟と箸尾宗信が幕府から赦免され、同年弥三郎が亡くなると弟の畠山政長が擁立され義就は一層追い詰められていった。
そして、長禄4年（寛正元年、1460年）5月に紀伊で畠山軍と根来寺が合戦に及び、畠山軍が敗北した報復に義就が京都から紀伊へ軍勢を派遣させると、9月16日に幕府から義就に政長への家督交代命令が伝えられ、拒否した義就は4日後の20日に河内へ逃亡、代わって当主となった政長は閏9月9日に大和へ向かい10月まで義就派の掃討に務めた。家督交代は勝元の工作と義政の不信感から来た結果であり、幕府の義就討伐命令を取り付けた勝元は細川成之・細川成春・細川常有・細川持久・山名是豊ら一族・諸大名を召集して河内へ向かわせ、政長・光宣・順永らも河内へ移り、義就は河内南部の嶽山城へ籠城した。
12月19日から幕府軍の嶽山城攻撃が始まったが、義就の抵抗は激しく攻撃はことごとく撃退され、1年半後の寛正3年（1462年）5月12日に支城の金胎寺城を落としたのみで戦果は一向に上がらなかった。包囲中に長禄・寛正の飢饉が発生したり、光宣らと対立していた越智家栄が義就に協力していたことなども長期化の一因となっていた。寛正4年（1463年）4月15日にようやく嶽山城は陥落、義就は高野山、次いで紀伊、最後に吉野へ逃れた。幕府軍は京都へ凱旋、政長は翌寛正5年（1464年）に勝元から管領を譲られた。
勝元は政長を通して畠山氏を押さえ込むことに成功、派閥の拡大に繋げた。しかし、勝元と協力していた宗全は勝元を警戒、寛正6年（1465年）に義就・斯波義廉らと結託して勝元派の打倒に乗り出した。義就も宗全・義廉の支援で文正元年（1466年）に挙兵・上洛して政長の追い落としを図り、反発した政長が義就と交戦（御霊合戦）、応仁の乱を勃発させた。